# Deserticossus campicola
Deserticossus campicola is een vlinder uit de familie houtboorders (Cossidae). De wetenschappelijke naam is voor het eerst geldig gepubliceerd in 1854 door Eversmann.
De soort komt voor in Europa.